# Larry King
Larry King, született Lawrence Harvey Zeiger (New York, New York, 1933. november 19. – Los Angeles, Kalifornia, 2021. január 23.) amerikai műsorvezető, újságíró. Több mint 50 000 beszélgetést vezetett le 1957-től, többségét az amerikai CNN hírcsatorna alkalmazásában.

## Pályafutása
Zsidó bevándorlócsalád gyermekeként született. Apja a galíciai Kolomijában, anyja Vilniusban született. Apját, Eddie Zeigert 9 éves korában vesztette el. Az anyja, Jennie Gitlitz ezután egy New York-i varrodában dolgozott varrónőként. A család szociális támogatásra volt utalva.
King soha nem járt egyetemre, miután leérettségizett alkalmi munkákat vállalt. 22 évesen Brooklynból Floridába költözött. 1971-ben egy pénzügyi visszaélés miatt összetűzésbe került a hatóságokkal.
1957–1971 között DJ-ként helyezkedett el egy Miami Beach-i rádióadónál, a WAHR-nál. Itt vette fel a Larry King nevet. Mivel népszerűsége nőtt, 1960-tól már televíziós műsort is vezetett a WLBW-nél, a miami 10-es csatornánál. 1972-1975 között szabadúszó, szerző és rádiós volt. 1975-1978 között a miami WIOD rádiós személyisége volt. 1978-tól 1985-ig között a Miami Herald szórakoztató rovatának munkatársa volt. Jól ismert műsora, a Larry King Live, amely 1985 júniusától 2010 decemberéig volt látható a CNN hírcsatornán. 2001-ben vendégszerepelt az Amerika kedvencei című filmben Billy Crystal, Catherine Zeta-Jones, Julia Roberts és John Cusack oldalán.
A 70. születésnapja alkalmából egy újság azt írta róla: „a vendéglátó inkább ápolja és simogatja vendégeit, ahelyett, hogy a falhoz szegezné őket”.
Jellegzetes öltözködési stílusa segítette hozzá ahhoz, hogy mindig elegánsnak hatott, és a nézők könnyen felismerték. Ez keretes szemüvegből, ingből, nyakkendőből, és az elmaradhatatlan nadrágtartóból állt.
2021. január 23-án twitter oldalán jelentették be, hogy egy Los Angeles-i kórházban elhunyt. 2021 elején a CNN adta hírül, hogy Larry King koronavírus-fertőzéssel kórházba került. Emellett azonban korábban is számos egészségügyi problémája volt már: cukorbeteg volt, többször is volt szívinfarktusa, és műteni is kellett a szívét, valamint egy alkalommal már tüdőrákból is felépült.

## Magánélete
King a 7. feleségével, a színész- és énekesnő Shawn Southwick-Kinggel élt együtt. Korábbi házasságaiból 5 gyermeke született.

## Leghíresebb interjúalanyai
A teljesség igénye nélkül:
- Frank Sinatra
- Laura Schlessinger
- Paul McCartney
- Bette Davis
- Elizabeth Taylor[11]
- Jasszer Arafat, Jordánia királyával és Jichák Rabin-nal együtt
- Richard Nixon és az őt követő összes amerikai elnök
- Marlon Brando aki a saját házában adott interjút Kingnek
- Tony Blair
- Ross Perot együtt Al Gore-ral
- Anna Nicole Smith
- Karla Faye Tucker
- George W. Bush a First Lady Laura Bush-sal együtt
- Jimmy Carter
- Eric Clapton
- Clint Eastwood
- Tyler, the Creator

## Művei
- Mr King, You're Having a Heart Attack (B. D. Colennel, 1989)
- Tell Me More, When You're from Brooklyn, Everything Else Is Tokyo (1992)
- On the Line (társszerző, 1993)
- Daddy Day, Daughter Day (társszerző, 1997)
- Anything Goes! (2000)

### Magyarul megjelent
- Larry King–Bill Gilbert: Hogyan beszélj lenyűgözően bárkivel bárhol bármikor? A mesteri kommunikáció titkai; ford. Szebegyinszki Szilvia; Bagolyvár, Bp., 2016